# Joachim Ziesche
Joachim Ziesche (* 3. července 1939, Drážďany) je bývalý německý hokejista, který reprezentoval Německou demokratickou republiku. Později působil jako hokejový trenér.

## Hráčská kariéra
Byl dlouholetým reprezentantem NDR, účastnil se osmi turnajů mistrovství světa elitní skupiny, jednou skupiny B. Hrál také na olympiádě 1968 v Grenoblu. Největším úspěchem východoněmeckého týmu v jeho čase byla čtyři pátá místa na mistrovství světa v letech 1961, 1965, 1966 a 1970. Celkem odehrál za NDR 197 mezistátních utkání, ve své době patřil k nejproduktivnějším hráčům týmu.

## Trenérská kariéra
Po ukončení aktivní kariéry pracoval v letech 1970 až 1989 jako trenér SC Dynamo Berlin, s nímž vybojoval 15 titulů východoněmeckého mistra. V letech 1970 až 1976 a 1980 až 1990 také působil jako hlavní trenér východoněmecké reprezentace. Později trénoval SC Riessersee a Eisbären Berlin.

## Ocenění
- člen Síně slávy německého hokeje od roku 1990
- člen hokejové Síně slávy Mezinárodní hokejové federace od roku 1999